# 불가리아의 언어
불가리아의 공용어는 불가리아어이다. 불가리아어는 2007년 1월 1일부터 유럽 연합의 23개 공용어의 하나로서 인정된 동안에 키릴 문자로 표기된 첫 번째언어이자 유일한 언어이다. 유럽 연합의 공식적인 신문은 인쇄되고 있고 키릴 문자로 인쇄되고 있다.
불가리아어 외에 불가리아어의 몇개 지방에서 중요하고 보급된 언어는 튀르키예어 또한 가지고 있다(불가리아 터키인구의 63.7%가 살고 있는 커르잘리 주, 라즈그라드 주, 터르고비슈테 주, 슈멘 주, 실리스트라 주, 도브루치 주, 루세 주와 부르가스 주에서).
| 인종상그룹   | 인구상의 부분 | 모국어     | 모국어     | 모국어   | 모국어     | 모국어   | 모국어       |
| 인종상그룹   | 인구상의 부분 | 불가리아어 | 튀르키예어 | 로마니어 | 루마니아어 | 러시아어 | 우크라이나어 |
| 불가리아인   | 84,8          | 99,4       | 0,3        | 0,1      | 0,01       | 0,07     | 0,005        |
| 터키인       | 8,8           | 3,2        | 96,6       | —        | —          | 0,002    | —            |
| 집시         | 4,9           | 7,5        | 6,7        | 85,0     | 0,6        | 0,005    | —            |
| 러시아인     | 0,15          | 1,9        | 0,08       | —        | —          | 96,8     | 0,2          |
| 우크라이나인 | 0,03          | 1,9        | —          | —        | —          | 24,3     | 72,5         |

불가리아어는 불가리아 인구의 85.2%가 모국어로 사용하고 있다. 튀르키예어는 9.1%, 로마니어는 4.2%, 러시아어는 0.23%, 아로마니아어는 0.08%, 루마니아어는 0.08%, 그리스어는 0.05 %, 블락스 방언은 0.03%, 우크라이나어는 0.03%, 마케도니아어는 0.02%, 타타르어는 0.02%, 아랍어는 0.02 %, 히브리어는 0.002%가 사용하고 있다.

## 불가리아의 외국어들

### 프랑스어
19세기중반부터 20세기중반까지 불가리아에서 가장 인기있었던 외국어로 프랑스어였다.

### 러시아어
1946년부터 1989년까지 불가리아 인민 공화국에서 가장 크게 중요한 외국어로 러시아어였다. 현재 거의 모든 불가리아인(1975년까지 태어났던)은 나쁘지 않게 러시아어로 전부 알고 있다. 불가리아에서는 학교에서 러시아어의 철저한 교수가 유지되었다.

### 영어
1989년 11월 10일이후와 특히 불가리아의 NATO가입(2004년 4월 20일) 및 EU(2007년 1월 1일)가입 이후 불가리아에서 가장 중요하고 보급된 외국어로 영어이다.